# Conostigmus nigripes
Conostigmus nigripes är en stekelart som först beskrevs av Jean-Jacques Kieffer 1906.  Conostigmus nigripes ingår i släktet Conostigmus och familjen trefåresteklar. Inga underarter finns listade i Catalogue of Life.